# Västra Sund
Västra Sund är en småort i Arvika landsdistrikt (Arvika socken) i Arvika kommun, Värmlands län (Värmland). Orten ligger på den västra av de halvöar som skapar det sund som avgränsar Kyrkviken från Glafsfjorden, söder om tätorten Arvika. På andra sidan sundet ligger Ingesund. Avståndet från Västra Sund till Arvika centrum är omkring fem kilometer.
En del av orten hade av SCB avgränsats och definierats som en småort med namnet Västra Sund (del av). Sedan 2015 har småortens område utökats och den omfattar numera hela orten.